# Prowincja Poznańska
     język niemiecki
     język polski
     inne języki

Podział Prowincji Poznańskiej na rejencje i powiaty

Procentowy udział ludności pod względem językowym, z podziałem na powiaty.
język niemiecki
język polski
inne języki

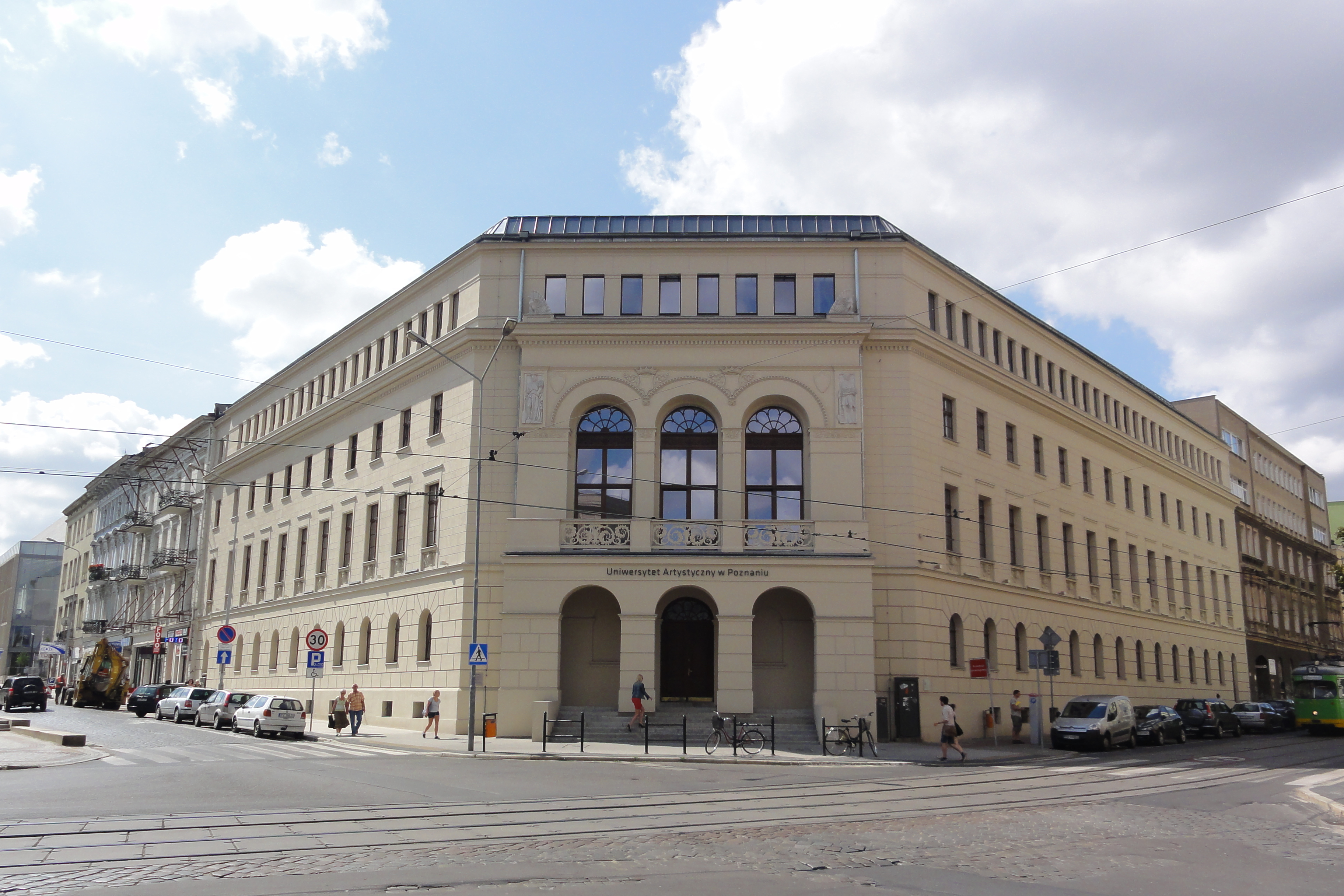
Siedziba Sejmu Prowincjonalnego w Poznaniu

Prowincja Poznańska (niem. Provinz Posen) – pruska prowincja istniejąca w latach 1848–1918. Utworzona z Wielkiego Księstwa Poznańskiego.
Po I wojnie światowej większość prowincji weszła w skład Polski i utworzono z niej województwo poznańskie, z części pozostałej przy Republice Weimarskiej utworzono nową Marchię Graniczną Poznańsko-Zachodniopruską.

## Podział administracyjny

### Rejencja poznańska
1. Powiaty grodzkie
- Posen (Poznań)

2. Powiaty ziemskie
- Powiat Adelnau (Odolanów)
- Powiat Birnbaum, (Międzychód)
- Powiat Bomst (Babimost)
- Powiat Fraustadt (Wschowa)
- Powiat Gostyn (Gostyń)
- Powiat Grätz (Grodzisk Wielkopolski)
- Powiat Jarotschin (Jarocin)
- Powiat Kempen i. Posen (Kępno)
- Powiat Koschmin (Koźmin Wielkopolski)
- Powiat Kosten (Kościan)
- Powiat Krotoschin (Krotoszyn)
- Powiat Lissa (Leszno)
- Powiat Meseritz (Międzyrzecz)
- Powiat Neutomischel (Nowy Tomyśl)
- Powiat Obornik (Oborniki)
- Powiat Ostrowo (Ostrów Wielkopolski)
- Powiat Pleschen (Pleszew)
- Powiat Posen-Ost (Poznań)
- Powiat Posen-West (Poznań)
- Powiat Rawitsch (Rawicz)
- Powiat Samter (Szamotuły)
- Powiat Schildberg (Ostrzeszów)
- Powiat Schmiegel (Śmigiel)
- Powiat Schrimm (Śrem)
- Powiat Schroda (Środa Wielkopolska)
- Powiat Schwerin (Warthe) (Skwierzyna)
- Powiat Wreschen (Września)

### Rejencja bydgoska
1. Powiaty grodzkie
- Bromberg (Bydgoszcz)
- Schneidemühl (Piła)

2. Powiaty ziemskie
- Powiat Bromberg (Bydgoszcz)
- Powiat Czarnikau (Czarnków)
- Powiat Filehne (Wieleń)
- Powiat Gnesen (Gniezno)
- Powiat Hohensalza (Inowrocław)
- Powiat Kolmar i. Posen (Chodzież)
- Powiat Mogilno (Mogilno)
- Powiat Schubin (Szubin)
- Powiat Strelno (Strzelno)
- Powiat Wirsitz (Wyrzysk)
- Powiat Witkowo (Witkowo)
- Powiat Wongrowitz (Wągrowiec)
- Powiat Znin (Żnin)

## Nadprezydenci prowincji
- 1848–1850 Carl Moritz von Beurmann
- 1850–1851 Gustav von Bonin
- 1851–1860 Eugen von Puttkamer
- 1860–1862 Gustav von Bonin
- 1862–1869 Karl Wilhelm von Horn
- 1869–1873 Otto von Königsmarck
- 1873–1886 William Barstow von Guenther
- 1886–1890 Robert von Zedlitz-Trützschler
- 1890–1899 Hugo von Wilamowitz-Moellendorff
- 1899–1903 Karl Julius Rudolf von Bitter
- 1903–1911 Wilhelm von Waldow-Reitzenstein
- 1911–1914 Philipp Schwartzkopff
- 1914–1918 Johann von Eisenhart-Rothe
- 1919-1920 Friedrich von Bülow (komisarycznie, z siedzibą w Pile)

## Demografia i religia
Demografia prowincji poznańskiej w latach 1871–1910:
- 1871 – 1 583 843 w tym:
  - Katolicy – 63,7%(głównie Polacy)
  - Protestanci – 32,3%
  - Żydzi – 3,9%
  - Inni – 0,1%
- 1890 – 1 751 642 w tym:
  - Polacy – 60,1%
  - Niemcy – 39,9%
- 1910 – 2 099 831 w tym:
  - Polacy – 61,5%
  - Niemcy – 38,5%

## Wykaz miast 1848–1918 (stan ludności na 1 grudnia 1905)
| Herb | Miasto                            | Nazwa niem. 1905       | Ludność 1905 | Rejencja 1905 | Powiat 1905                       | Obecna lokacja |
| ---- | --------------------------------- | ---------------------- | ------------ | ------------- | --------------------------------- | -------------- |
|      | Poznań                            | Posen                  | 136 808      | poznańska     | Poznań-Miasto (Posen-Stadt)       | Polska         |
|      | Bydgoszcz                         | Bromberg               | 54 231       | bydgoska      | Bydgoszcz-Miasto (Bromberg-Stadt) | Polska         |
|      | Gniezno                           | Gnesen                 | 23 726       | bydgoska      | gnieźnieński (Gnesen)             | Polska         |
|      | Piła                              | Schneidemühl           | 21 624       | bydgoska      | chodzieski (Kolmar)               | Polska         |
|      | Leszno                            | Lissa/Lissen           | 14 282       | poznańska     | leszczyński (Lissa)               | Polska         |
|      | Ostrów Wielkopolski               | Ostrowo                | 13 115       | poznańska     | ostrowski (Ostrowo)               | Polska         |
|      | Krotoszyn                         | Krote/Krotoschen       | 12 665       | poznańska     | krotoszyński (Krotoschin)         | Polska         |
|      | Inowrocław                        | Jungbreslau/Hohensalza | 12 555       | bydgoska      | inowrocławski (Hohensalza)        | Polska         |
|      | Rawicz                            | Rawitsch               | 11 403       | poznańska     | rawicki (Rawitsch)                | Polska         |
|      | Nakło nad Notecią                 | Nakel                  | 8176         | bydgoska      | wyrzyski (Wirsitz)                | Polska         |
|      | Pleszew                           | Pleschen               | 7553         | poznańska     | pleszewski (Pleschen)             | Polska         |
|      | Wschowa                           | Fraustadt              | 7452         | poznańska     | wschowski (Fraustadt)             | Polska         |
|      | Trzcianka                         | Schönlanke             | 7296         | bydgoska      | czarnkowski (Czarnikau)           | Polska         |
|      | Września                          | Wreschen               | 7007         | poznańska     | wrzesiński (Wreschen)             | Polska         |
|      | Kościan                           | Kosten                 | 6868         | poznańska     | kościański (Kosten)               | Polska         |
|      | Skwierzyna                        | Schwerin an der Warthe | 6768         | poznańska     | skwierzyński (Schwerin)           | Polska         |
|      | Śrem                              | Schrimm                | 6625         | poznańska     | śremski (Schrimm)                 | Polska         |
|      | Środa Wielkopolska                | Schroda/Neumarkt       | 6597         | poznańska     | średzki (Schroda)                 | Polska         |
|      | Szamotuły                         | Samter                 | 6423         | poznańska     | szamotulski (Samter)              | Polska         |
|      | Chodzież                          | Kolmar in Posen        | 6348         | bydgoska      | chodzieski (Kolmar)               | Polska         |
|      | Wągrowiec                         | Wongrowitz             | 6040         | bydgoska      | wągrowiecki (Wongrowitz)          | Polska         |
|      | Kępno                             | Kempen/Langenfurt      | 5879         | poznańska     | kępiński (Kempen)                 | Polska         |
|      | Międzyrzecz                       | Meseritz               | 5800         | poznańska     | międzyrzecki (Meseritz)           | Polska         |
|      | Gostyń                            | Gostyn                 | 5318         | poznańska     | gostyński (Gostyn)                | Polska         |
|      | Rogoźno                           | Rogasen                | 5305         | poznańska     | obornicki (Obornik)               | Polska         |
|      | Koronowo                          | Krone an der Brahe     | 5268         | bydgoska      | bydgoski (Bromberg-Land)          | Polska         |
|      | Jarocin                           | Jarotschin/Kesselberg  | 5230         | poznańska     | jarociński (Jarotschin)           | Polska         |
|      | Trzemeszno                        | Tremessen              | 5195         | bydgoska      | mogileński (Mogilno)              | Polska         |
|      | Międzychód                        | Birnbaum               | 5126         | poznańska     | międzychodzki (Birnbaum)          | Polska         |
|      | Ostrzeszów                        | Schildberg             | 4946         | poznańska     | ostrzeszowski (Schildberg)        | Polska         |
|      | Strzelno                          | Strelne/Strolin        | 4897         | bydgoska      | strzelneński (Strelno)            | Polska         |
|      | Czarnków                          | Tscharnikau/Czarnikau  | 4859         | bydgoska      | czarnkowski (Czarnikau)           | Polska         |
|      | Koźmin Wielkopolski               | Koschmin               | 4812         | poznańska     | koźmiński (Koschmin)              | Polska         |
|      | Wronki                            | Wronke/Fronich         | 4722         | poznańska     | szamotulski (Samter)              | Polska         |
|      | Wieleń                            | Filehne                | 4407         | bydgoska      | wieleński (Filehne)               | Polska         |
|      | Solec Kujawski                    | Schulitz               | 4326         | bydgoska      | bydgoski (Bromberg-Land)          | Polska         |
|      | Mogilno                           | Mogilno                | 4280         | bydgoska      | mogileński (Mogilno)              | Polska         |
|      | Żnin                              | Znin                   | 4088         | bydgoska      | żniński (Znin)                    | Polska         |
|      | Oborniki                          | Obernick               | 4007         | poznańska     | obornicki (Obornik)               | Polska         |
|      | Zbąszyń                           | Bentschen              | 3905         | poznańska     | międzyrzecki (Meseritz)           | Polska         |
|      | Śmigiel                           | Schmiegel              | 3872         | poznańska     | śmigielski (Schmiegel)            | Polska         |
|      | Wolsztyn                          | Wollstein              | 3692         | poznańska     | babimojski (Bomst)                | Polska         |
|      | Buk                               | Buck                   | 3672         | poznańska     | grodziski (Grätz)                 | Polska         |
|      | Pakość                            | Pakosch                | 3517         | bydgoska      | mogileński (Mogilno)              | Polska         |
|      | Kcynia                            | Exin                   | 3367         | bydgoska      | szubiński (Schubin)               | Polska         |
|      | Opalenica                         | Opalenitz              | 3310         | poznańska     | grodziski (Grätz)                 | Polska         |
|      | Zduny                             | Zduny                  | 3285         | poznańska     | krotoszyński (Krotoschin)         | Polska         |
|      | Gniewkowo                         | Argenau                | 3135         | bydgoska      | inowrocławski (Hohensalza)        | Polska         |
|      | Szubin                            | Schubin                | 3114         | bydgoska      | szubiński (Schubin)               | Polska         |
|      | Pobiedziska                       | Pudewitz               | 3070         | poznańska     | poznański wschodni (Posen-Ost)    | Polska         |
|      | Swarzędz                          | Schwersenz             | 3050         | poznańska     | poznański wschodni (Posen-Ost)    | Polska         |
|      | Sieraków                          | Zirke                  | 3024         | poznańska     | międzychodzki (Birnbaum)          | Polska         |
|      | Kruszwica                         | Kruschwitz             | 2937         | bydgoska      | strzelneński (Strelno)            | Polska         |
|      | Kostrzyn                          | Kostschin              | 2882         | poznańska     | średzki (Schroda)                 | Polska         |
|      | Sulmierzyce                       | Sulmirschütz           | 2829         | poznańska     | odolanowski (Adelnau)             | Polska         |
|      | Fordon                            | Fordon                 | 2785         | bydgoska      | bydgoski (Bromberg-Land)          | Polska         |
|      | Lwówek                            | Neustadt bei Pinne     | 2731         | poznańska     | nowotomyski (Neutomischel)        | Polska         |
|      | Pniewy                            | Pinne                  | 2681         | poznańska     | szamotulski (Samter)              | Polska         |
|      | Miłosław                          | Liebenau               | 2549         | poznańska     | wrzesiński (Wreschen)             | Polska         |
|      | Poniec                            | Punitz                 | 2537         | poznańska     | gostyński (Gostyn)                | Polska         |
|      | Kórnik                            | Kurnick                | 2521         | poznańska     | śremski (Schrimm)                 | Polska         |
|      | Grodzisk Wielkopolski             | Grätz                  | 2505         | poznańska     | grodziski (Grätz)                 | Polska         |
|      | Miejska Górka                     | Görchen                | 2472         | poznańska     | rawicki (Rawitsch)                | Polska         |
|      | Mrocza                            | Mrotschen              | 2427         | bydgoska      | wyrzyski (Wirsitz)                | Polska         |
|      | Ujście                            | Usch                   | 2336         | bydgoska      | chodzieski (Kolmar)               | Polska         |
|      | Krobia                            | Kröben                 | 2335         | poznańska     | gostyński (Gostyn)                | Polska         |
|      | Odolanów                          | Adelnau                | 2286         | poznańska     | odolanowski (Adelnau)             | Polska         |
|      | Kobylin                           | Kobelin                | 2234         | poznańska     | krotoszyński (Krotoschin)         | Polska         |
|      | Trzciel                           | Tirschtiegel           | 2229         | poznańska     | międzyrzecki (Meseritz)           | Polska         |
|      | Łobżenica                         | Lobsens                | 2216         | bydgoska      | wyrzyski (Wirsitz)                | Polska         |
|      | Rakoniewice                       | Rakwitz                | 2198         | poznańska     | babimojski (Bomst)                | Polska         |
|      | Łabiszyn                          | Lebaschuh              | 2181         | bydgoska      | szubiński (Schubin)               | Polska         |
|      | Czempiń                           | Czempin                | 2153         | poznańska     | kościański (Kosten)               | Polska         |
|      | Bojanowo                          | Bojanowo               | 2106         | poznańska     | rawicki (Rawitsch)                | Polska         |
|      | Borek Wielkopolski                | Borck/Borken           | 2086         | poznańska     | koźmiński (Koschmin)              | Polska         |
|      | Szamocin                          | Samotschin             | 2003         | bydgoska      | chodzieski (Kolmar)               | Polska         |
|      | Budzyń                            | Budsin                 | 2002         | bydgoska      | chodzieski (Kolmar)               | Polska         |
|      | Babimost                          | Bomst                  | 1985         | poznańska     | babimojski (Bomst)                | Polska         |
|      | Nowy Tomyśl                       | Neutomischel           | 1985         | poznańska     | nowotomyski (Neutomischel)        | Polska         |
|      | Pszczew                           | Betsche                | 1902         | poznańska     | międzyrzecki (Meseritz)           | Polska         |
|      | Jutrosin                          | Gutterschin/Jutroschin | 1896         | poznańska     | rawicki (Rawitsch)                | Polska         |
|      | Janowiec Wielkopolski             | Janowitz               | 1891         | bydgoska      | żniński (Znin)                    | Polska         |
|      | Margonin                          | Margonin               | 1867         | bydgoska      | chodzieski (Kolmar)               | Polska         |
|      | Wielichowo                        | Wielichowo             | 1829         | poznańska     | śmigielski (Schmiegel)            | Polska         |
|      | Grabów nad Prosną                 | Grabow                 | 1806         | poznańska     | ostrzeszowski (Schildberg)        | Polska         |
|      | Kłecko                            | Klezkow                | 1779         | bydgoska      | gnieźnieński (Gnesen)             | Polska         |
|      | Mosina                            | Moschin                | 1751         | poznańska     | śremski (Schrimm)                 | Polska         |
|      | Dolsk                             | Dolzig                 | 1735         | poznańska     | śremski (Schrimm)                 | Polska         |
|      | Pogorzela                         | Brandenstein           | 1732         | poznańska     | koźmiński (Koschmin)              | Polska         |
|      | Kargowa                           | Unruhstadt             | 1695         | poznańska     | babimojski (Bomst)                | Polska         |
|      | Witkowo                           | Witkowo                | 1685         | poznańska     | wikowski (Witkowo)                | Polska         |
|      | Bledzew                           | Blesen                 | 1634         | poznańska     | skwierzyński (Schwerin)           | Polska         |
|      | Żerków                            | Sirkowe/Zerkow         | 1631         | poznańska     | jarociński (Jarotschin)           | Polska         |
|      | Kębłowo (miasto do 1883)          | Kiebel                 | 1585         | poznańska     | babimojski (Bomst)                | Polska         |
|      | Krzywiń                           | Kriewen                | 1576         | poznańska     | kościański (Kosten)               | Polska         |
|      | Osieczna                          | Storchnest             | 1562         | poznańska     | leszczyński (Lissa)               | Polska         |
|      | Stęszew                           | Stensow                | 1547         | poznańska     | poznański zachodni (Posen-West)   | Polska         |
|      | Raszków                           | Raschkow               | 1540         | poznańska     | odolanowski (Adelnau)             | Polska         |
|      | Wyrzysk                           | Wirsitz                | 1532         | bydgoska      | wyrzyski (Wirsitz)                | Polska         |
|      | Obrzycko                          | Obersitz               | 1521         | poznańska     | szamotulski (Samter)              | Polska         |
|      | Murowana Goślina                  | Goslin                 | 1514         | poznańska     | obornicki (Obornik)               | Polska         |
|      | Święciechowa                      | Schwetzkau             | 1505         | poznańska     | leszczyński (Lissa)               | Polska         |
|      | Mikstat                           | Mixstadt               | 1468         | poznańska     | ostrzeszowski (Schildberg)        | Polska         |
|      | Piaski                            | Sandberg               | 1419         | poznańska     | gostyński (Gostyn)                | Polska         |
|      | Zaniemyśl                         | Santomischel           | 1409         | poznańska     | średzki (Schroda)                 | Polska         |
|      | Brójce                            | Brätz                  | 1385         | poznańska     | międzyrzecki (Meseritz)           | Polska         |
|      | Czerniejewo                       | Schwarzenau            | 1378         | poznańska     | wikowski (Witkowo)                | Polska         |
|      | Skoki                             | Schokken               | 1363         | bydgoska      | wągrowiecki (Wongrowitz)          | Polska         |
|      | Wysoka                            | Wissek                 | 1346         | bydgoska      | wyrzyski (Wirsitz)                | Polska         |
|      | Gębice                            | Gembitz                | 1329         | bydgoska      | mogileński (Mogilno)              | Polska         |
|      | Sarnowa                           | Sarne                  | 1321         | poznańska     | rawicki (Rawitsch)                | Polska         |
|      | Dobrzyca                          | Dobberschütz           | 1309         | poznańska     | krotoszyński (Krotoschin)         | Polska         |
|      | Bnin                              | Bnin                   | 1273         | poznańska     | śremski (Schrimm)                 | Polska         |
|      | Barcin                            | Bartschin              | 1255         | bydgoska      | szubiński (Schubin)               | Polska         |
|      | Mieścisko                         | Markstädt              | 1196         | bydgoska      | wągrowiecki (Wongrowitz)          | Polska         |
|      | Rostarzewo                        | Rothenburg an der Obra | 1187         | poznańska     | babimojski (Bomst)                | Polska         |
|      | Powidz                            | Powedist               | 1137         | poznańska     | wikowski (Witkowo)                | Polska         |
|      | Rydzyna                           | Reisen                 | 1123         | poznańska     | leszczyński (Lissa)               | Polska         |
|      | Ryczywół                          | Ritschenwalde          | 1122         | poznańska     | obornicki (Obornik)               | Polska         |
|      | Łopienno (miasto do 8.VIII.1888)  | Lopienno               | 1108         | bydgoska      | wągrowiecki (Wongrowitz)          | Polska         |
|      | Ostroróg                          | Scharfenort            | 1069         | poznańska     | szamotulski (Samter)              | Polska         |
|      | Nowe Miasto nad Wartą             | Neustadt an der Warthe | 1067         | poznańska     | jarociński (Jarotschin)           | Polska         |
|      | Gołańcz                           | Gollanz/Gollantsch     | 1036         | bydgoska      | wągrowiecki (Wongrowitz)          | Polska         |
|      | Miasteczko Krajeńskie             | Städtchen/Friedheim    | 1012         | bydgoska      | wyrzyski (Wirsitz)                | Polska         |
|      | Kwieciszewo (miasto do 14.X.1874) | Blütenau               | 1006         | bydgoska      | mogileński (Mogilno)              | Polska         |
|      | Zaborowo (miasto do 1893)         | Zaborowo               | 953          | poznańska     | leszczyński (Lissa)               | Polska         |
|      | Kamionna (miasto do 7.IX.1874)    | Kähme                  | 908          | poznańska     | międzychodzki (Birnbaum)          | Polska         |
|      | Książ Wielkopolski                | Xions                  | 898          | poznańska     | śremski (Schrimm)                 | Polska         |
|      | Wylatowo (miasto do 28.II.1871)   | Wilatowen              | 882          | bydgoska      | mogileński (Mogilno)              | Polska         |
|      | Baranów (miasto do 31.III.1908)   | Baranow                | 877          | poznańska     | kępiński (Kempen)                 | Polska         |
|      | Rynarzewo                         | Netzwalde              | 856          | bydgoska      | szubiński (Schubin)               | Polska         |
|      | Jaraczewo                         | Jaratschewo            | 850          | poznańska     | jarociński (Jarotschin)           | Polska         |
|      | Kopanica                          | Kopnitz                | 850          | poznańska     | babimojski (Bomst)                | Polska         |
|      | Rogowo                            | Rogowo                 | 841          | bydgoska      | żniński (Znin)                    | Polska         |
|      | Gąsawa                            | Gonsawa                | 827          | bydgoska      | żniński (Znin)                    | Polska         |
|      | Szlichtyngowa                     | Schlichtingsheim       | 748          | poznańska     | wschowski (Fraustadt)             | Polska         |
|      | Dubin (miasto do 15.V.1895)       | Dubin                  | 696          | poznańska     | rawicki (Rawitsch)                | Polska         |
|      | Łekno (miasto do 8.VIII.1888)     | Lekno                  | 663          | bydgoska      | wągrowiecki (Wongrowitz)          | Polska         |
|      | Wartosław (miasto do 1859)        | Neubrück               | 617          | poznańska     | szamotulski (Samter)              | Polska         |
|      | Kiszkowo (miasto do 1880)         | Welnau                 | 612          | bydgoska      | gnieźnieński (Gnesen)             | Polska         |
|      | Radolin (miasto do 23.XII.1857)   | Radolin                | 564          | bydgoska      | czarnkowski (Czarnikau)           | Polska         |
|      | Mieszków (miasto do 26.XI.1873)   | Mieschkow Flecken      | 508          | poznańska     | jarociński (Jarotschin)           | Polska         |
|      | Mielżyn (miasto do 30.IX.1907)    | Mieltschin             | 461          | poznańska     | wikowski (Witkowo)                | Polska         |
|      | Żydowo (miasto do 5.IV.1869)      | Zydowo                 | 432          | poznańska     | wikowski (Witkowo)                | Polska         |
|      | Żerniki (miasto do 10.I.1859)     | Zerniki                | 311          | bydgoska      | żniński (Znin)                    | Polska         |

## Największe miasta

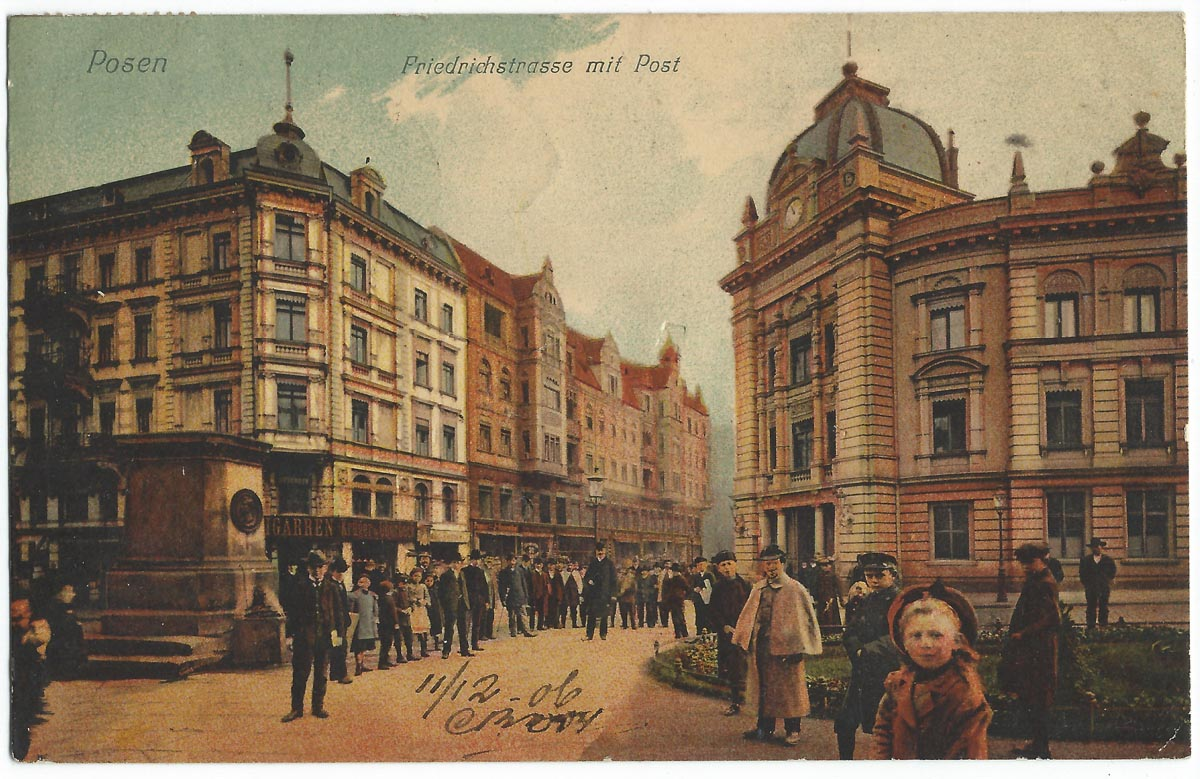
Poznań na pocztówce z ok. 1906

Populacja największych miast prowincji w 1905 roku według danych niemieckich oraz przynależność wojewódzka w Polsce przed rozbiorami i współcześnie:
|    | miasto     | pop. 1905 | rejencja  | województwo w 1771 | województwo w 2016 |
| -- | ---------- | --------- | --------- | ------------------ | ------------------ |
| 1. | Poznań     | 137.067   | poznańska | poznańskie         | wielkopolskie      |
| 2. | Bydgoszcz  | 54.235    | bydgoska  | inowrocławskie     | kujawsko-pomorskie |
| 3. | Inowrocław | 24.551    | bydgoska  | inowrocławskie     | kujawsko-pomorskie |
| 4. | Gniezno    | 23.727    | bydgoska  | gnieźnieńskie      | wielkopolskie      |
| 5. | Piła       | 21.622    | bydgoska  | poznańskie         | wielkopolskie      |